# Les Pantins
Pour plus de détails, voir Fiche technique et Distribution.
Les Pantins (Broadway to Hollywood) est un film américain en noir et blanc réalisé par Willard Mack, sorti en 1933.
De nombreuses stars de la MGM font une apparition dans le film : Frank Morgan, Alice Brady, May Robson, Madge Evans, Jimmy Durante, Mickey Rooney, Jackie Cooper, et deux acteurs des Trois Stooges. C'est également le tout premier film dans lequel apparaît le chanteur Nelson Eddy.

## Synopsis
L'histoire de trois générations d'artistes du show business, dans une saga s'étendant sur plus de quarante ans.

## Fiche technique
- Titre français : Les Pantins
- Titre original : Broadway to Hollywood
- Réalisation : Willard Mack
- Scénario : Willard Mack, Edgar Allan Woolf
- Musique : William Axt
- Photographie : Norbert Brodine, William H. Daniels
- Montage : William S. Gray, Ben Lewis
- Producteur : Harry Rapf
- Société de production et de distribution : Metro-Goldwyn-Mayer
- Pays de production :  États-Unis
- Langue d'origine : anglais américain
- Format : noir et blanc et scènes en couleur Technicolor bichrome — 35 mm — 1,37:1 son : mono (Western Electric Sound System)
- Genre : film musical, drame[3]
- Durée : 85 minutes
- Dates de sortie :
  - États-Unis : 15 septembre 1933
  - France : 17 avril 1936

## Distribution
- Alice Brady : Lulu Hackett
- Frank Morgan : Ted Hackett
- Jackie Cooper : Ted Hackett Jr. enfant
- Russell Hardie : Ted Hackett Jr.
- Madge Evans : Anne Ainsley
- Mickey Rooney : Ted Hackett III enfant
- Eddie Quillan : Ted Hackett III
- Jimmy Durante : Jimmy
- May Robson : Veteran Actress
- Albertina Rasch Dancers : elles-mêmes
- Fay Templeton : elle-même
- Nelson Eddy : John Sylvester (non crédité)
- Billy Sullivan (non crédité)

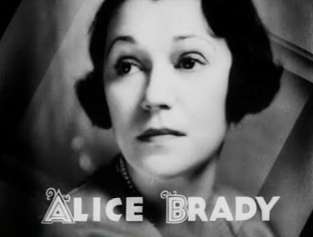
Alice Brady
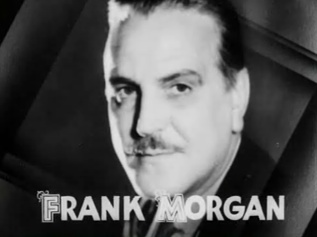
Frank Morgan
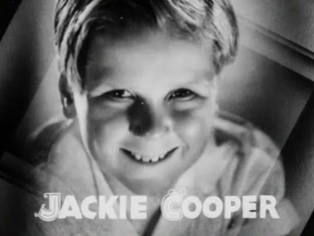
Jackie Cooper
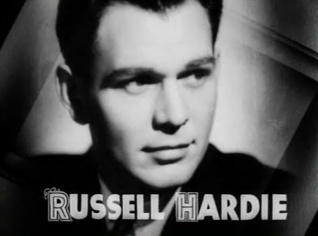
Russell Hardie
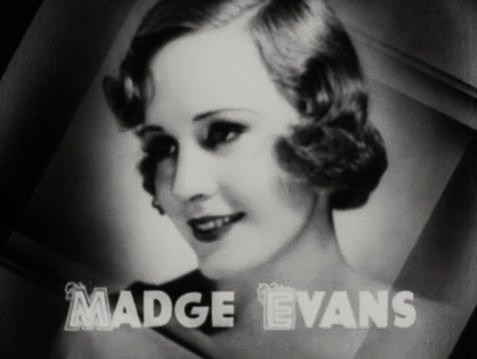
Madge Evans
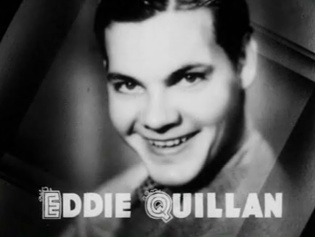
Eddie Quillan
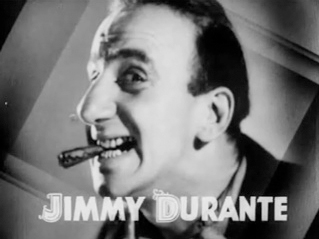
Jimmy Durante
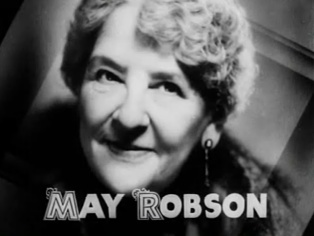
May Robson
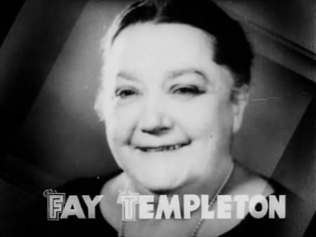
Fay Templeton